# Thermopsis macrophylla
Thermopsis macrophylla là một loài thực vật có hoa trong họ Fabaceae.

## Phân bố
Nó là loài đặc hữu của Quận Santa Barbara, California.

## Hình ảnh

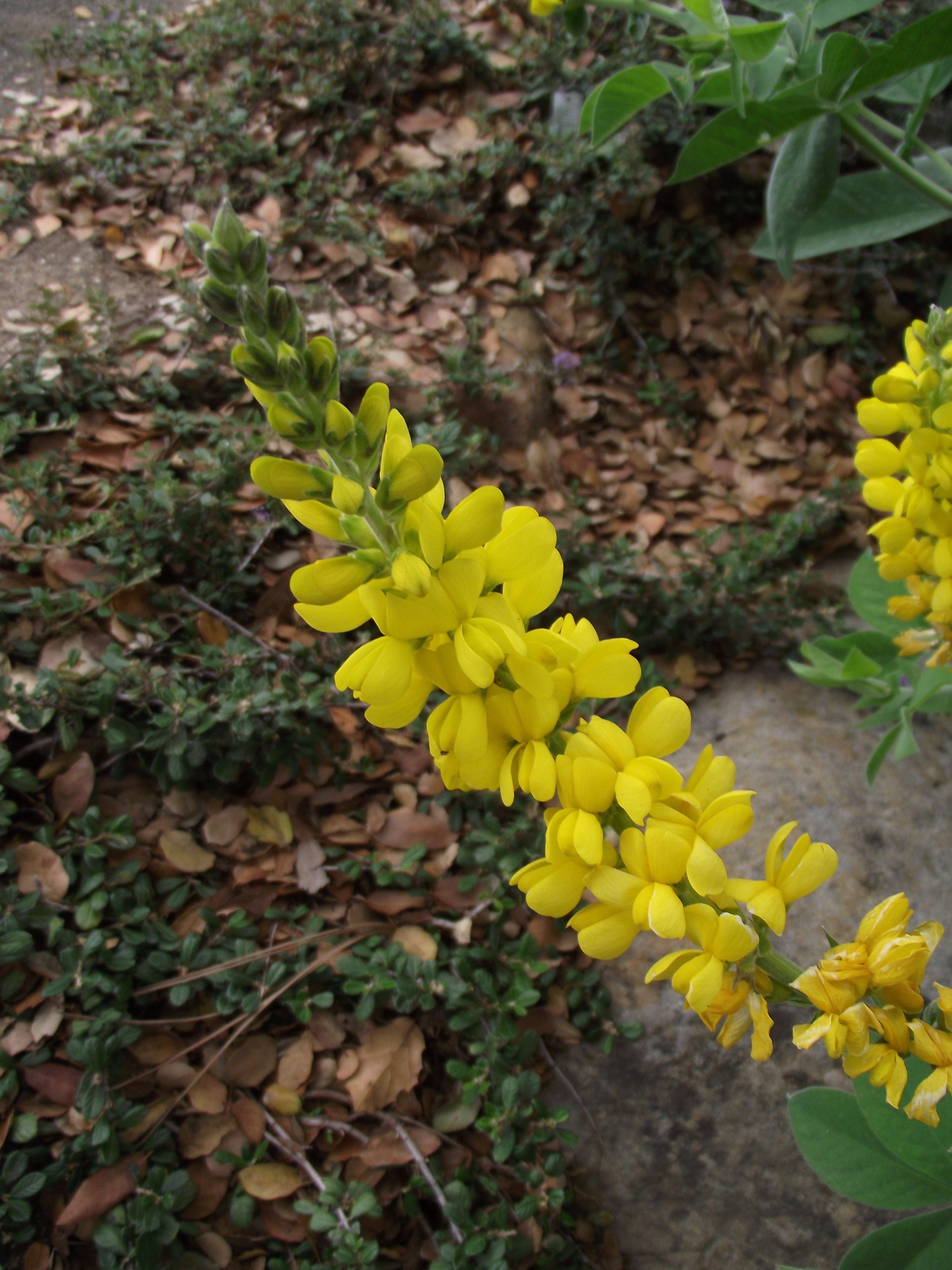
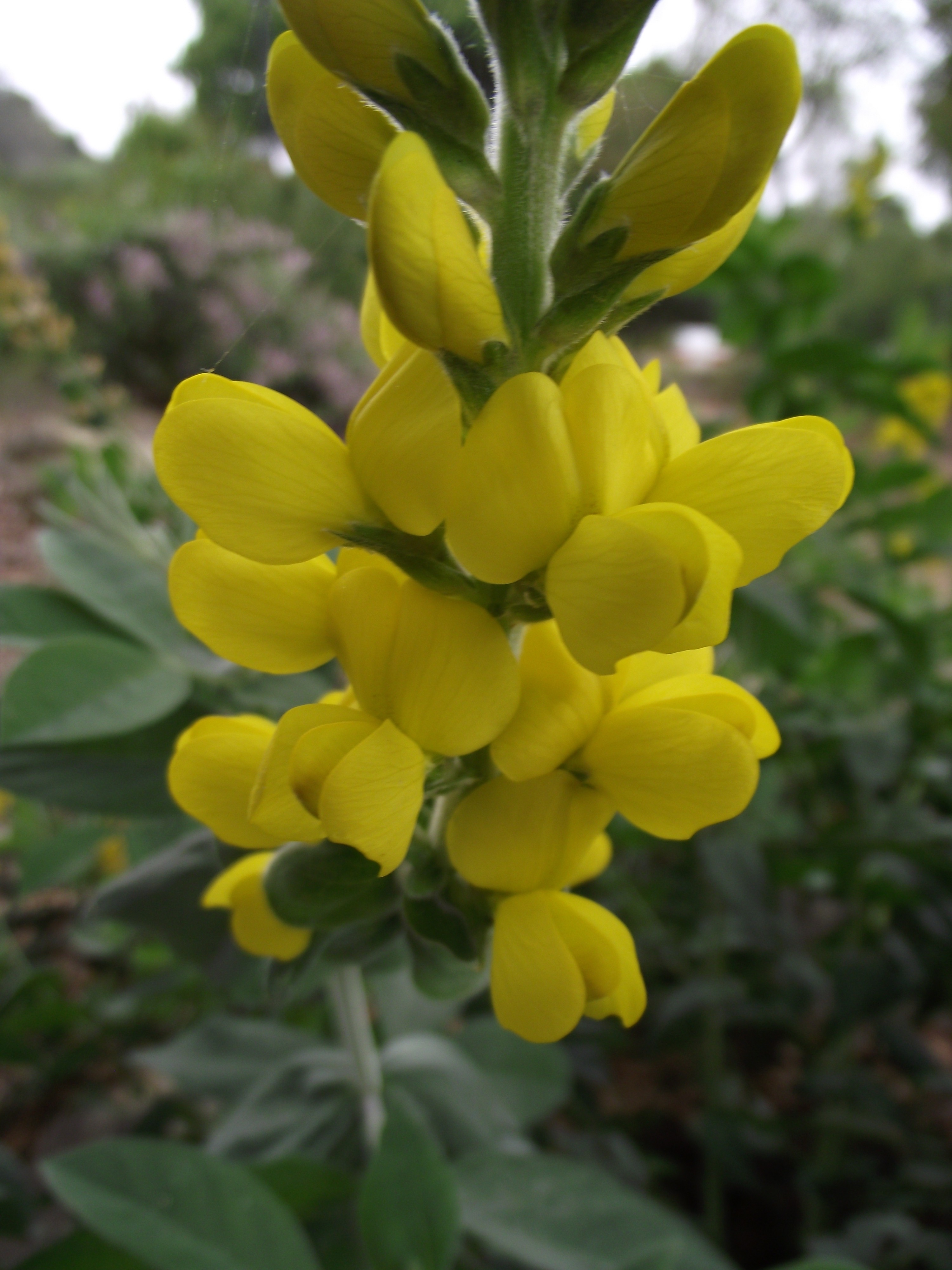